# Uwe Häntsch
Uwe Häntsch (* 25. Dezember 1949 in Mittelherwigsdorf) ist ein deutscher Grafiker.

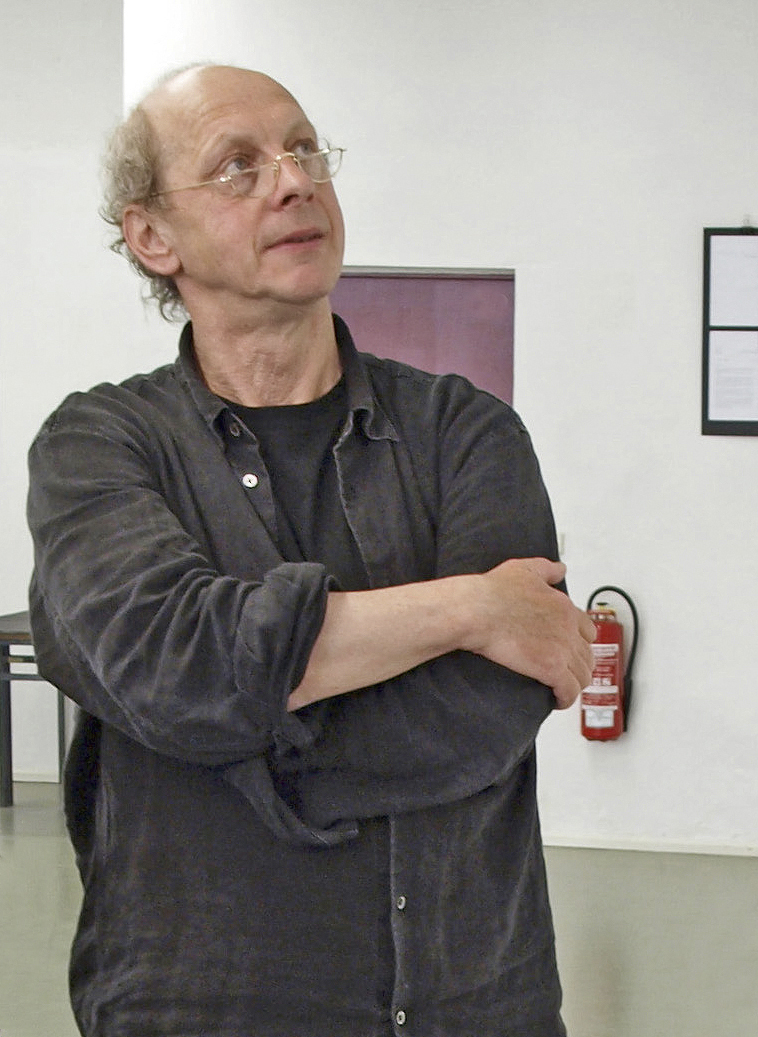
Porträt

## Leben und Werk
Häntsch machte 1968 Abitur und studierte von 1971 bis 1976 an der Kunsthochschule Berlin-Weißensee und ist seit 1976 als Buchillustrator, Buchgestalter, Typograf, Plakatgestalter und Lehrbeauftragter tätig. Er lebt und arbeitet in Berlin. Häntsch war bis 1990 Mitglied des Verbands Bildender Künstler der DDR.
Arbeiten Häntschs befinden sich u. a. in der Kinder- und Jugendbuchabteilung der Staatsbibliothek zu Berlin.

## Von Häntsch illustrierte Bücher (unvollständig)
- William Harrison Ainsworth: Brigantenjack, Berlin 1991
- Hans Christian Andersen: Die Schneekönigin, Copenhagen 1985, Ottawa 1985, Oslo 1986, New York 1985, Madrid 1987, Suomi 1988, London 1988; Zwölf mit der Post, Leipzig 2000
- Apuleius: Liebesnächte mit Photis, Berlin, Weimar 1986
- Honoré de Balzac: Das rote Gasthaus, Berlin 1981; Der spanische Grande, Berlin 1989
- Bertolt Brecht: Eine kleine Versicherungsgeschichte, Berlin 1981
- Beno Budar: Ich, Kater Stani, Bautzen 1988, Stuttgart 1990
- Raymond Chandler: Die Tote im See. Die kleine Schwester. Leb wohl mein Liebling. Playback, Berlin 1979 bis 1982
- Gilbert Keith Chesterton: Die seltsamen Schritte, Berlin 1981; Der geflügelte Dolch, Berlin 1988
- William Wilkie Collins: Der Mondstein, Berlin 1992
- James Fenimore Cooper: Der Kaperkapitän, Berlin 1981; Der Rote Freibeuter, Berlin 1991
- Elizabeth Craven: Anekdote aus der alten Familie, Berlin 1982
- Roald Dahl: Charlie und die Schokoladenfabrik, Reinbek 1995; Charlie und der große gläserne Fahrstuhl, Reinbek 1997
- Daniel Defoe: Das Leben, die Abenteuer und die Piratenzüge des berühmten Kapitän Singleton, Berlin 1985
- Charles Dickens: Das Gespenst im Aktenschrank, Stuttgart 2002; Oliver Twist, Stuttgart 2006
- Fjodor Dostojewski: Akulkas Mann, Berlin 1989
- Arthur Conan Doyle: Die Liga der Rothaarigen, Berlin 1981; Der Hund von Baskerville, Berlin 1986; 5 Fälle des Sherlock Holmes, Berlin 1987; Sherlock Holmes, Berlin 1988; Das gefleckte Band, Stuttgart 2006
- Franz Freiherr von Gaudy: Die sieben Leidensstationen eines Bräutigams auf dem Wege zum Traualtare, Berlin 1986
- Friedrich Gerstäcker (Werkausgabe): Die Regulatoren in Arkansas. Die Flusspiraten des Mississippi. Tahiti. Gold. Unter dem Äquator. Im Busch, Frankfurt am Main, Stuttgart, Berlin 1987 bis 1992; Die Leichenräuber, Berlin 1994
- Enrique Gil y Carrasco: Der Herr von Bembibre, Berlin 1991
- Alexander Grin: Die Pension, Berlin 1981
- Peter Hacks: Prinz Telemach und sein Lehrer Mentor, Berlin 1997; Der Hof zieht um, Berlin 1998
- Uwe Häntsch: Friderich. Henriette. Liselotte. Heinrich, alle Berlin 1989
- Wilhelmine Heimburg: Lumpenmüllers Lieschen, Berlin 1992
- E.T.A. Hoffmann: Das Fräulein von Scuderi, Berlin 1981; Der Sandmann, Stuttgart 1994; Die Abenteuer der Silvester-Nacht, Berlin 2009
- William Dean Howells: Die große Versuchung, Berlin 1982
- Paul d’Ivoi: Das Geheimnis der Glaskugeln, Berlin 1992
- Charles Paul de Kock: Der bucklige Taquinet, Berlin 1992
- Jack London: Weißzahn der Wolfshund. John Barleycorn oder der Alkohol. Die Perlen des alten Parley, Berlin 1980; Südseeabenteuer. Die Fahrt der Snark, Berlin 1981
- Eugenie Marlitt: Goldelse. Die zweite Frau, Berlin 1991; Im Hause des Kommerzienrates. Reichsgräfin Gisela, Berlin 1992
- Guy de Maupassant: Elternmord, Berlin 1981; Die Beichte, Berlin 1989
- Grozdana Olujić: Die Mondblume und andere Märchen, Berlin 1984
- Benno Pludra: Unser Schiff kommt von Kukkeia, Berlin 1987, Hamburg 1989; Der Hund des Kapitäns, Berlin 1999
- Edgar Allan Poe: Das Geheimnis um Marie Rogêts Tod, Berlin 1981
- Alexander Puschkin: Pique Dame, Berlin 1980
- Ben Budar: Ich, Kater Stani. Domowina-Verlag, Bautzen, 1990
- Honoré Gabriel de Riqueti, comte de Mirabeau: Meine Bekehrung, Berlin 1991
- Emilio Salgari: Diamantenjagd, Berlin 1991
- Walter Scott: Der Talisman, Berlin 1984, Stuttgart 1985; Die Braut von Lammermoor, Berlin 1994
- Charles Sealsfield: Tokeah oder Die Weiße Rose, Berlin 1977, Freiburg, Basel, Wien 1978
- Henryk Sienkiewicz: Kohleskizzen, Berlin 1989; Die Kreuzritter, Berlin 1991
- Georges Simenon: Frau Maigrets Liebhaber, Berlin 1981; Fälle des Kommissars Maigret, Berlin 1989
- Sorbisches Märchen: Peter vom Kienschloss, Bautzen 1984
- Eugène Sue: Die Geheimnisse von Paris, Berlin 1991
- Patrick Süskind: Das Parfüm, Stuttgart 2002
- Robert Louis Stevenson: Die Schatzinsel, Berlin 1978, Stuttgart 2007; Markheim, Berlin 1981
- Theodor Storm: Von Kindern und Katzen, Berlin 1983, Stuttgart 1986
- Jonathan Swift: Gullivers Reisen, Bautzen 1981
- Carl Timlich: Priaps Normalschule, Berlin 1986
- Anton Tschechow: Das schwedische Zündholz, Berlin 1981
- Mark Twain: Tom Sawyer und Huckleberry Finn, Stuttgart 1991
- Alexander von Ungern-Sternberg: Moosgrüne Märchen, Berlin 1989
- Jules Verne: Meister Antifer, Bautzen 1979; Die Kinder des Kapitäns Grant, Freiburg, Basel, Wien 1982, Berlin 1988; Ein Drama in Livland, Berlin 1996; Der Donaulotse, Berlin 1996
- Edgar Wallace: Planetoid 127, Berlin 1988; Geschichten vom Hexer, Berlin 1990
- Oscar Wilde: Das Gespenst von Canterville, Stuttgart 1997; Lord Arthur Saviles Verbrechen, Berlin 1987

## Ausstellungen (unvollständig)
- Buchillustrationen in der DDR. 1949–1979. Berlin, Ausstellungszentrum am Fernsehturm, 1979
- Bezirkskunstausstellungen Berlin, 1982 und 1986

- Illustrators of children´s books. Tokio 1989
- International Exhibition of Illustration and Editional Art. Brno 1980, 1984
- Premi Catalònia d´ Illustraciò. Barcelona 1984, 1986
- The Golden Pen of Belgrad. Belgrad 1984, 1985, 1986, 1987, 1988
- Illustratori di libri per ragazzi. Bologna 1982, 1983, 1985, 1988, 1989
- Illustrators of children´s books. Nishinomiya 1982
- Biennale der Illustrationen. Bratislava 1981, 1983, 1985, 1987, 1989, 1995, 1999

## Museen  und öffentliche Sammlungen mit Werken Häntschs (unvollständig)
- Bautzen: Sorbisches Museum
- Berlin: Staatsbibliothek zu Berlin
- Berlin: Kunstbibliothek - Staatliche Museen zu Berlin
- Bratislava: Slowakische Nationalgalerie
- Cottbus: Brandenburgisches Landesmuseum für moderne Kunst
- Schwerin: Staatliches Museum Schwerin